# Culcasia lanceolata
Culcasia lanceolata är en kallaväxtart som beskrevs av Adolf Engler. Culcasia lanceolata ingår i släktet Culcasia och familjen kallaväxter. IUCN kategoriserar arten globalt som livskraftig. Inga underarter finns listade.